# Sipia nigricauda
El hormiguero de Esmeraldas (Sipia nigricauda), también denominado batará de Esmeraldas, es una especie de ave paseriforme de la familia Thamnophilidae perteneciente al género Sipia. Anteriormente formaba parte del amplio género Myrmeciza, de donde fue separada recientemente, en 2013. Es nativa del noroeste de América del Sur.

## Distribución geográfica y hábitat
Se distribuye en una pequeña región de la pendiente del Pacífico, desde el oeste de Colombia (hacia el sur desde el centro del Chocó) hasta el oeste de Ecuador (al sur hasta El Oro). La presente especie y  Sipia berlepschi parecen ser altitudinalmente parapátricas, o sea, habitan la misma región geográfica, pero separadas por la altitud.
Esta especie es poco común en el denso sotobosque de selvas húmedas, principalmente de estribaciones montañosas, entre los 400 y los 1100 m de altitud. Prefiere quebradas obscuras y sombrías. También se encuentra en crecimientos secundarios maduros.

## Descripción
Mide 14 cm de longitud y pesa alrededor de 22-23 g. Presenta dimorfismo sexual. El iris es rojo brillante. La cola es totalmente negruzca, como su nombre científico indica. El macho es uniformemente gris plomo oscuro, con una mancha interescapular blanca semi-oculta, las plumas cobertoras de las alas son más negruzcas, con pequeñas pero notables pintas blancas. La hembra es semejante pero con el dorso, la rabadilla y las alas de color pardo castaño con las mismas pintas pero de color pardo amarillento; la garganta presenta ligeras pintas o escamas blancas, y la región ventral es de color pardo ocráceo.

## Estado de conservación
El hormiguero de Esmeraldas ha sido calificado como «preocupación menor» por la Unión Internacional para la Conservación de la Naturaleza (IUCN), a pesar de la sospecha de que su población, todavía no cuantificada, esté en decadencia debido a la continua pérdida de hábitat dentro de su zona.

## Comportamiento
Tienen como costumbre bajar la cola para después levantarla lentamente. Forrajean en el suelo, hurgando en los substratos bajos del bosque, principalmente abajo de 1 m de altura; andan generalmente en parejas y prefieren enmarañados alrededor de troncos de árboles caídos. Al igual que Poliocrania exsul, con quien a veces anda junto, suele seguir regueros de hormigas guerreras, pero no es un seguidor persistente.

### Alimentación
Se conoce muy poco sobre sus hábitos. Se alimentan de insectos; probablemente también de otros artrópodos, inclusive arañas.

### Vocalización
El canto es una serie de notas finas y agudas, de timbre alto, bien enunciadas, pero que no se escuchan desde lejos, por ejemplo, «psii-psií-psi-psi-psi-psií», con la última nota de timbre más alto, más enfática.

## Sistemática

### Descripción original
La especie S. nigricauda fue descrita por primera vez por los ornitólogos británicos Osbert Salvin y Frederick DuCane Godman en 1892 bajo el nombre científico Myrmeciza nigricauda; localidad tipo «Intag, Imbabura, Ecuador.»

### Etimología
El nombre genérico «Sipia» se refiere a la localidad tipo de la descripción original del género: Sipí, Chocó, Colombia; y el nombre de la especie «nigricauda», proviene del latín «niger» (negro) y «cauda» (cola): «de cola negra».

### Taxonomía
Hasta recientemente (2013), la presente especie estaba incluida en el amplio género Myrmeciza. La historia del este género se caracteriza por décadas de controversias e incertezas. Autores más recientes expresaron dudas consistentes en relación con la monofilia del grupo, pero no había ninguna revisión disponible que realmente probase la monofilia del grupo.
El estudio de Isler et al. 2013 presentó resultados de filogenia molecular de un denso conjunto de taxones de la familia Thamnophilidae (218 de 224 especies). Estos datos suministraron un fuerte soporte a la tesis de que Myrmeciza no era monofilético. También se compararon las características morfológicas, comportamentales y ecológicas de las especies de Myrmeciza con sus parientes próximos dentro de cada tribu, con el objetivo de determinar los límites genéricos.
Como resultado de estos análisis, la entonces especie Myrmeciza nigricauda , junto a Sipia berlepschi, S. laemosticta y S. palliata, fueron separadas en un género resucitado Sipia, incluido en un clado exsul, dentro de una tribu Pyriglenini. En la Propuesta N° 628 al Comité de Clasificación de Sudamérica (SACC), se aprobó este cambio, junto a todos los otros envolviendo el género Myrmeciza. Los cambios taxonómicos fueron adoptados por la mayoría de las clasificaciones.
La especie es monotípica.